# 수염무덤박쥐
수염무덤박쥐 또는 검은수염무덤박쥐(Taphozous melanopogon)는 대꼬리박쥐과에 속하는 박쥐의 일종이다. 방글라데시와 캄보디아, 중국, 인도, 인도네시아, 라오스, 말레이시아, 미얀마, 필리핀, 스리랑카, 태국, 동티모르 그리고 베트남에 걸쳐 남아시아와 동남아시아에서 발견된다.

## 특징
머리부터 몸까지 몸길이는 9~10cm이다. 전완장은 6cm, 날개 폭은 37~40cm이다. 꼬리 끝은 눈에 띄며 자유롭다. 상체는 흰색이 섞인 회색빛 갈색을 띤다. 어깨와 뒷목 그리고 하체 쪽은 좀더 연한 색을 띤다. 털은 짧고 무성하다. 몸은 오히려 위아래로 평평하게 보인다. 턱에 털이 나 있고, 약 5~6개월이 된 나이가 든 수컷은 거무스름한 수염이 나타난다. 자줏빛을 띠는 발톱은 끝이 희끄무레하다. 새끼는 더 회색빛을 띠며, 더 어둡다. 긴날개무덤박쥐(T. longimanus)가 가지고 있는 목주머니는 없다. 다만 작은 털구멍을 갖고 있다.